# Annam

L'Annam all'interno dell'Indocina francese.

L'Annam (in lingua vietnamita: An Nam; in lingua cinese: 安南T, AnnánP, lett. "sud pacificato") è una regione storica situata nel territorio dell'odierno Vietnam. Nel corso dei secoli, l'entità politica ed il relativo territorio a cui il termine Annam ha fatto riferimento sono cambiati più volte. Viene considerato in Vietnam un termine dispregiativo che indica alcune di tali entità politiche del passato, in particolare il protettorato dell'Impero Cinese tra il 679 e il 939, e quello francese tra il 1883 e il 1945, rispettivamente nel centro-nord e nel centro dell'odierno Vietnam.
In quasi tutto il mondo, per diversi secoli il termine Annam, che è di origine cinese, è stato utilizzato per indicare lo Stato dei vietnamiti, mentre gli stessi vietnamiti lo hanno sempre indicato utilizzando altri nomi, caratteristici della propria lingua. Dall'Annam ha preso nome la Catena Annamita, che separa oggi il Vietnam dalla Cambogia settentrionale e, ad eccezione di una parte della provincia laotiana di Houaphan, dal Laos. In Vietnam, tale catena montuosa è invece tuttora chiamata Dãy Trường Sơn.

## Storia
Il territorio dell'odierno Tonchino era stato unificato dai primi vietnamiti (Lạc Việt) della Dinastia Hồng Bàng, il cui dominio sullo Stato che chiamarono Văn Lang iniziò nella prima metà del III millennio a.C. ed ebbe termine nel 257 a.C.. Văn Lang fu conquistato dagli Âu Việt, un gruppo di antiche tribù facenti parte dei popoli tai guidato da An Dương Vương, l'unico sovrano della dinastia Thục, che ribattezzò il regno Âu Lạc.
La prima intromissione dei cinesi nella regione fu ad opera del generale della declinante Dinastia Qin Zhao Tuo (in vietnamita: Triệu Ðà), che istituì nel 207 a.C. il regno Nanyue (in vietnamita: Nam Việt, letteralmente: yue del sud), un grande Stato con la capitale a Panyu, oggi un distretto di Canton nella provincia cinese di Guangdong, ed annesse Âu Lạc. Triệu Ðà, capostipite della Dinastia Triệu, promosse l'integrazione fra le molteplici etnie che formavano i popoli yue, tra cui gli stessi viet, ed è stato quindi considerato in Vietnam fondamentale per la conservazione dell'identità nazionale, anche per il ruolo che ebbe nel respingere gli attacchi degli eserciti della neonata Dinastia Han dell'Impero Cinese.

### Prime dominazioni cinesi
Nel 111 a.C., le truppe cinesi della Dinastia Han invasero il Nam Việt e si spinsero fino all'odierno Vietnam centrale, suddividendo i territori conquistati in Giao Chỉ (cinese: 交趾, pinyin: Jiaozhi) nella valle del Fiume Rosso, Cửu Chân la parte centrale e Nhật Nam, l'odierno territorio da Quảng Bình a Huế. La ribellione delle sorelle Trung del 40 d.C. fu soffocata nel 42 ed abbe inizio la seconda dominazione che si concluse nel 544, nel turbolento periodo in cui la Cina fu divisa tra le dinastie del Nord e del Sud. Fu grazie all'instabilità in cui si trovava l'impero che i nobili vietnamiti si organizzarono e riuscirono ad ottenere l'indipendenza sotto la guida di Lý Nam Đế, il fondatore della Prima Dinastia Lý.

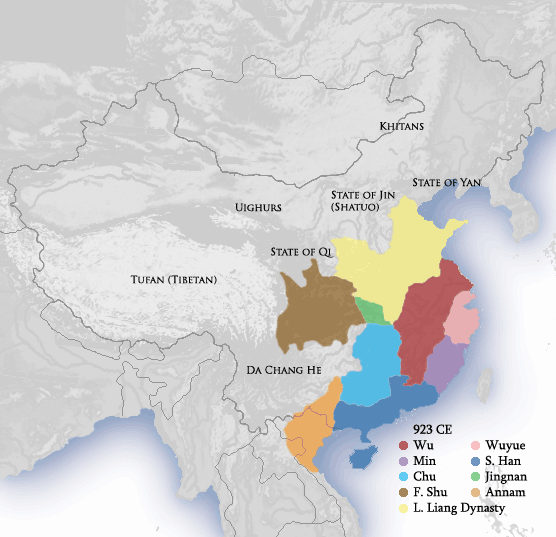
L'Annam nel 923, evidenziato in marrone chiaro, poco prima di ottenere l'indipendenza dalla Cina

Il Paese prese il nome Vạn Xuân ma rimase sotto la minaccia cinese, il suo territorio era costituito dalla parte settentrionale dell'odierno Vietnam mentre a sud si formava il regno induista di Champa. La Dinastia Sui riunificò la Cina nel 561 e nel 602 il suo esercito invase e conquistò Vạn Xuân, che fu annesso all'impero. Nel 618, una ribellione interna della corte cinese consegnò il potere imperiale alla Dinastia Tang, il cui solido regno durò fino al 907.

### Protettorato cinese dell'Annam
Nel 679, i Tang istituirono nel Jiaozhi il governo militare chiamato Protettorato Generale per la Pacificazione del Sud, in cinese tradizionale: 安南都护府, poi tradotto in sino-vietnamita An Nam đô hộ phủ; fu questa la prima volta che comparve il termine An nam (sud pacificato), che sarebbe in seguito stato ripreso anche nei documenti francesi e occidentali in genere. I vietnamiti chiamano invece questo terzo periodo di occupazione cinese Bắc thuộc (dominazione settentrionale). Malgrado le rivolte anti-cinesi che si succedettero, l'Annam rimase assoggettato alla Cina fino al 939; con la caduta dei Tang si aprì una crisi dell'impero passata alla storia come Periodo delle Cinque Dinastie e dei Dieci Regni.
I vietnamiti approfittarono di tale crisi nel 938, sconfiggendo un esercito cinese nella battaglia del fiume Bach Dang, ponendo fine al lungo periodo di dominazione cinese. A capo della ribellione fu Ngô Quyền, che l'anno dopo fondò la Dinastia Ngô e ridiede al regno il vecchio nome Âu Lạc, quello del III secolo a.C. Nel 968, lo Stato cambiò il nome in Đại Cồ Việt, per essere poi ribattezzato Dai Viet nel 1054. Nei secoli successivi, i cinesi provarono molte volte a invadere la regione ma non sarebbero più riusciti a sottometterla, se si eccettua il periodo tra il 1407 ed il 1427 durante la dinastia cinese dei Ming.

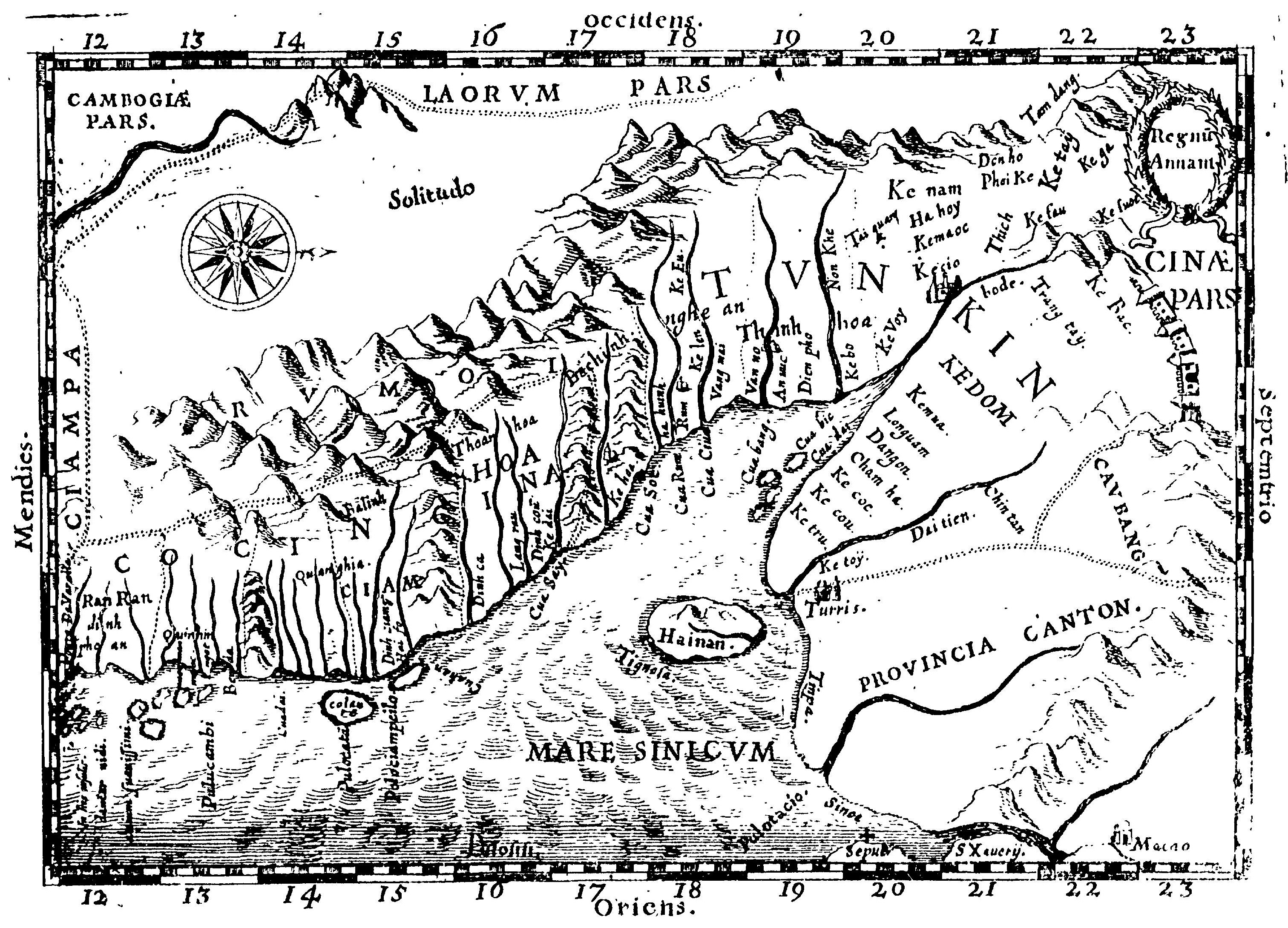
Carta dell'Annam, su un libro di Alexandre de Rhodes del XVII secolo

### Il Vietnam
Il regno indipendente Dai Viet rimase formalmente tributario dei cinesi, che continuarono a chiamarlo Annam, nome che rimase in uso anche presso i vicini siamesi e laotiani. Il XV secolo fu caratterizzato dall'espansione del regno verso sud con la conquista del Regno Champa, la cui capitale Vijaya capitolò definitivamente nel 1471. Il secolo successivo segnò il frazionamento del Paese in due parti: quella a nord in mano ai sovrani Trịnh e quella a sud alla signoria dei Nguyễn. Nel XVI secolo si insediarono nel Sudest asiatico i primi europei, che come i cinesi chiamarono il Paese Annam. Negli scritti del missionario gesuita francese Alexandre de Rhodes, che visse nella regione nella prima parte del XVII secolo, il Paese era chiamato Annam ed era diviso al nord nel Tonchino e a sud nella Cocincina.
La parte meridionale dell'odierno Vietnam continuava a far parte della Cambogia, il cui re Chey Chettha II attorno al 1620 ruppe il vassallaggio con i siamesi e si alleò con la signoria Nguyễn. I vietnamiti iniziarono a penetrare così nel delta del Mekong ed avrebbero portato l'area dove si trova l'odierna Città di Ho Chi Minh sotto il proprio controllo nel secolo successivo, sottraendola ai khmer. Il Paese fu riunificato all'inizio del XIX secolo dal nuovo imperatore Gia Long, che fondò la Dinastia Nguyễn e diede al nuovo Stato il nome Vietnam.

### Protettorato francese dell'Annam

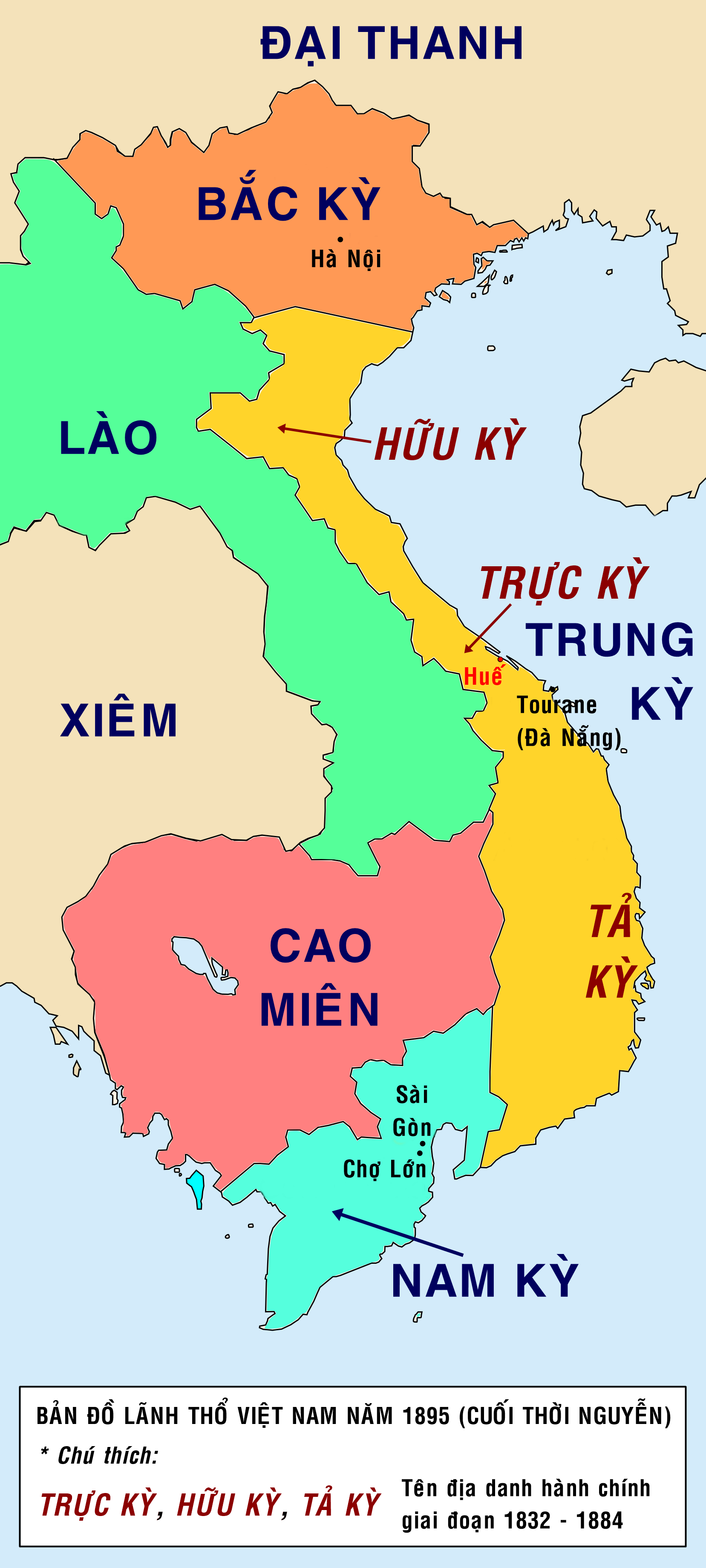
Il protettorato dell'Annam (Trung Kỳ) e le altre regioni che formavano l'Indocina francese

Il XIX secolo fu il periodo in cui quasi tutto il Sudest asiatico fu colonizzato dal Regno Unito e dalla Francia. Nel 1859 le truppe di Napoleone III conquistarono Gia Định, l'odierna Città di Ho Chi Minh, e negli 8 anni successivi si impadronirono di tutto il sud del Paese istituendo la colonia di Cocincina. I francesi iniziarono poi la conquista del nord e nel 1884 istituirono il Protettorato dell'Annam nella parte centrale del Vietnam e quello del Tonchino a nord. I vietnamiti chiamarono l'Annam Trung Ky (Paese centrale), il Tonchino Bắc Kỳ (Paese settentrionale) e la Cocincina Nam Kỳ (Paese meridionale).
Si generò quindi confusione in quanto i colonizzatori continuarono a chiamare Annam anche l'intero Paese, così che con il termine annamita veniva definito sia un cittadino del Vietnam che uno della sua parte centrale. I protettorati vietnamiti assieme a quelli del Laos e della Cambogia, conquistati in quello stesso periodo, confluirono tutti nell'entità coloniale chiamata Indocina francese. Il termine Annam fu definitivamente abbandonato con la fine della colonizzazione francese, avvenuta dopo la conclusione della seconda guerra mondiale.